# Tuvaluische Staatsangehörigkeit
Die tuvaluische Staatsangehörigkeit bestimmt die Zugehörigkeit einer Person zum Inselstaat Tuvalu im Pazifik  mit den zugehörigen Rechten und Pflichten.

## Historisches
Die Inseln des heutigen Tuvalu wurden 1892 als britisches Protektorat und seit 1916 als Kolonie verwaltet. Es galten die für „British subjects“ aufgestellten allgemeinen Regeln des British Nationality and Status of Aliens Act 1914. Mit dem British Nationality Act 1948 wurden sie „Commonwealth Citizen“ (CUKC). 
Im Jahre 1975 wurde entschieden die Kolonie als zwei separate Staaten unabhängig werden zu lasen. Aus den Ellice Islands, mit damals etwa 7000 Einwohnern, wurde am 1. Oktober 1978 Tuvalu.
Zur Unabhängigkeit wurden die im Lande geborenen CUKCs per Gesetz Tuvaluer. Personen, die außerhalb der Kolonie geboren waren, sofern sie nicht Ehefrauen von CUKCs waren, hatten, wenn sie hier wohnen blieben eine zweijähriges Optionsrecht.

## Staatsangehörigkeitsrecht
Die Grundlagen des Staatsangehörigkeitsrecht wurden in der Verfassung festgelegt und durch entsprechende Gesetze und Verordnungen ausgeführt.
Man merkt den Regeln ihre britische Vorgeschichte an, sie orientieren sich eng an den kolonialen Vorschriften. Demgemäß sind auch die Geburtsurkunde oder der Registrierungsbescheid Nachweisinstrumente für die Staatsangehörigkeit. Gerade in den Randbezirken unterlassen es viele Eltern Kinder bei Geburt anzumelden was später problematisch sein kann. 
Man führt ein offizielles “Register of Citizenship.” Ein Eintrag dort ist Beweis für den Besitz der Staatsangehörigkeit. Der Staatsangehörigkeitsanspruch wird bei der Beantragung eines Reisepasses geprüft.

### Staatsangehörigkeitsgesetz von 2008
Die gesetzliche Grundlage des Staatsangehörigkeitsrechts ist heute das Staatsangehörigkeitsgesetz von 2008 zusammen mit den Bestimmungen der Verfassung von 1986.

#### Erwerbsgründe
Ab Geburt Tuvaluer ist jeder im Lande Geborene (ius soli), auch Kinder Staatenloser, aber ausgenommen Kinder ausländischer Diplomaten. Bei Findelkindern wird Inlandsgeburt angenommen, nach dem Abstammungsprinzip zudem jedes im Ausland geborene Kind mit einem zum Geburtszeitpunkt tuavaluischen Elternteil.
Eintragung 
Durch Eintragung (“registration”) Staatsbürger werden
- von Tuvaluern adoptierte Minderjährige
- minderjährige Waisen von Tuvaluern[9]
- ausländische Ehepartner
- in Tuvalu Lebende, die aus irgendwelchen Gründen bei der Unabhängigkeit nicht automatisch Tuvaluer geworden waren

Einbürgerungen
Einbürgerungsvoraussetzungen sind:
- 7 Jahre Wohnsitz im Lande;[10] 5 Jahre für ehemalige Tuvaluer
- Volljährigkeit, 18 Jahre
- „guter Charakter,“ d. h. keine Vorstrafe von einem Jahr Gefängnis oder länger und der Wille dauerhaft hier zu leben
- gesicherter Lebensunterhalt
- nicht schwer oder geisteskrank
- Aufgabe andrer Staatsangehörigkeiten

Über den Antrag entscheidet die mit hohen Beamten besetzte „Citizenship Commission.“ Bei betrügerischen Angaben beim Antrag und nur dann kann die Staatsangehörigkeit widerrufen werden.
Der Treueeid wird vor dem Präsidenten abgelegt. Juristische Fragen werden, nach Prüfung eines Widerspruchs durch den Minister, vom High Court entschieden.
Doppelstaatlichkeit
Der Besitz mehrere Staatsangehörigkeiten ist seit 2008 für Tuvaluer ab Geburt (bzw. ex lege ab Unabhängigkeit) uneingeschränkt gestattet. Sie werden in ein entsprechendes Verzeichnis eingetragen.
Verlustgründe
Heute nur noch auf 
- Antrag eines Volljährigen, wenn ein Tuvaler nachweislich eine andere Staatsangehörigkeit erwirbt.
- wenn freiwillig[11] eine fremde Staatsangehörigkeit angenommen wird oder ohne vorherige tuvaluische Genehmigung Handlungen erfolgen die Treue (“affirmation of allegiance”) zu einem fremden Staat darstellen, z. B. Teilnahme an Wahlen auf nationaler Ebene, Eintritt in eine fremde Wehrmacht usw.

Tuvalu ist den Staatenlosenübereinkommen nicht beigetreten hat aber die Flüchtlingskonvention ratifiziert. Stand 2021 gab es im Lande keine Angehörigkeiten dieser beiden Personenkreise. Erleichterte Einbürgerungen sind nicht vorgesehen.

## Investoren
Die Ausstellung tuvaluischer Reisepässe für Investoren und deren Familienangehörige ist nicht im Staatsangehörigkeitsrecht, sondern nur im Passports Act sowie in den Passports Regulations geregelt. Dabei sind die Vorbedingungen strenger als für Einbürgerungen, z. B. als da keinerlei ausländische gerichtliche Verurteilungen vorliegen dürfen. Die für das „Investment“ ausgegebene Summe ist „Gebühr für die Ausstellung des Reisepasses.“ Über Anträge befindet ein spezielles “Investment Passport Committee.”
Als man das Programm 1997 startete, waren die fünf Jahre gültigen Pässe mit A$ 11000 (oder A$ 22000 für eine vierköpfige Familie) billig. In den Anfangsjahren kauften sich vor allem Hongkong-Chinesen, etwa 3000, bald nach der Rückgabe jener Kolonie an China hier ein. Bis 2017 hat man die „Gebühr“ auf A$ 237.000 erhöht.

## Diaspora
Die Nachbarländer Fidschi, Australien und Neuseeland erlauben Dauer- und Arbeitsaufenthalte von Tuvaluern unter erleichterten Bedingungen. Wer höhere Bildung möchte, begibt sich normalerweise nach Fidschi.
Von 1947 bis 1983 zogen insgesamt 205 Tuvaluer von Vaitupu nach Kioa, einer zu Fidschi gehörenden Insel. Ihnen wurde 2005 die dortige Staatsangehörigkeit verliehen.
Die australische Volkszählung 2013 fand 228 dauerhaft im Lande lebende Tuvaluer. Dazu etliche, die im Rahmen von Wanderarbeiterregeln vorübergehend kommen.
In Neuseeland lebten 2018 über 4650 Tuvaluer, nur ein Drittel von diesen waren in Tuvalu geboren. Dieses Land gestattet auch erleichterte Zuwanderung im Rahmen des losbasierten Pacific Access Category Resident Visas. Die Quote für 18-45-jährige Zuwanderer wurde z. B. für 2023 auf 150 Personen (+ minderjährige Kinder) festgesetzt.
Im Jahre 2019 lebten in der gesamten EU neun Tuvaluer, davon hatten fünf eine Langzeit-Aufenthaltserlaubnis. 